# 仁嘉隆国民型华文小学

仁嘉隆华小的文字标志

仁嘉隆国民型华文小学 （简称： 仁小、仁嘉隆华小、仁嘉隆小学、仁嘉隆华校、SJKCJ）是一所坐落在雪兰莪州瓜拉冷岳县内的仁嘉隆一所华文小学。
仁小的3校生曾在2020年患上新冠病毒，导致华小需关闭7天。关闭结束后，照常开课。

## 校史[6]
仁嘉隆华小原名为益群学校，创于1924年。1951年，英国政府实施移民政策，本区分布在各角落的居民，全部迁移并集在仁嘉隆新村之内。当时仅有6间教室的益群学校，被迫收容附近另9间华小之近600名学童。为了收容以上9间华小突然移来的逾600名学生，热心教育的地方领袖逐发动筹建新学校运动，并成立建校委员会。
新学校宿舍于1952年终在现址落成，面积三英亩半。并于1953年5月14日举行隆重开幕典礼。全校建筑费约13万元，建筑物拥有教室16间，教员宿舍20间。新校舍举行开幕时，由雪州苏丹皇储光临剪彩，政府高官显要以及各族领袖云集，非常热闹。新校舍正式命名为现今的名称：仁嘉隆华文学校。
1973年：本校成立家教协会，家教协会在改善学校设备，奖励学生努力求上进，
家长与教师之间的互相沟通，都扮演了重要的角色。
1980年：由于学生增加，董家教三机构乃发动筹款，进行筹建图书馆及教室各一间，以改善并增加设备。事项工程在1981年4月完成。
1982年：新建篮球场球架，灯光记录台建筑工程落成。
1983年：由于原有食堂已破旧不堪，又狭小，不能容纳太多学生同时一起购食物
，董事部乃进行建新食堂一座，新食堂在同年尾建好。
1984年：由于学生再度激增，原有教室又不够用，于是董事部在同年4月16日，召开
紧急会议，联合董家教三机构成立增建教室委员会，以筹款建教室4间，建筑教室工程于11月开始，井在1985年初落成使用。
1988年：由于学生人数又再增加，教室又再不应用，获得教育部拨款以增建教室4间，新教室于1989年中建好，并在1990年，正式使用。
1994年初：本校在冯镇安副教育部长与黄海助县议员的协助下，获得第六大马计
划下拨款，兴建一座三层十二间的教室之其他建筑物。
1994年1月21日：成立仁嘉隆华小大礼堂及6间教室筹建委员会。在筹建委会主席颜赞高董事长带动筹建委会的精诚团结，合作与落力等款之下，加上热爱华教的热心人士支持，一间二层六间教室及大礼堂终于在仁小。这项计划的落实，惠及莘莘学子及仁嘉隆一带的居民。
1997年11月15日，隆重的颜伯壎夫妇大礼堂开幕典礼及联欢晚会顺利地举行及圆满结束。大礼堂虽已落成，但发展仁小的工作并未完成。接下来的第二期建校计划包括增建行政楼，食堂及教师宿舍。本校三机构同人恳切希望该项计划继续获得大家热烈支持，以期仁嘉隆华小成为一间设备完善，学习环境良好的学校。本校在第七大马计划下，已获得教育部拨款增建8间教室及1间科学室，将在当年近期已动工，顺利完成。
2009年，仁小共有860位男校生和813位女校生。总校生共有1673位校生。此外，仁小也在2009年共有70位老师。
2014年，学校的后院和右侧被油棕园和墓地所包围，这两个地区只用铁丝网围栏和学校隔开，而且经常有爬行类动物出没课室，影响到学生和教师的安全问题。马来西亚公益金于是在2014年5月，资助建造6英尺高500英尺长的混凝土围墙，以代替铁丝网围栏，墙上还有壁画的图案。至今，混凝土围墙已经荒废成多青苔的地方，但墙上还有油漆的痕迹，种植的树也长高了。
2015年11月2日，耗费逾800万令吉展开的仁嘉隆华小第三期建校计划，自2014年9月动工以来，已完成85%的建筑工程，惟由于装修布置经费仍欠了50万令吉，因此，仁小建委会呼吁认捐者尽快缴还捐款，并呼吁热心人士慷慨解囊，捐助建筑装修基金，让该工程顺利完成。
为了协助仁嘉隆华小筹募第三期建校基金，仁嘉隆伊斯兰党支持者大会堂在陈忠敏带领下，通过伊斯兰党昔江港区州议员阿末尤奴斯向雪州政府申请拨款，并获得批准。该堂也于昨早在阿末尤奴斯见证下，把1万令吉款项移交给仁嘉隆华小第三期建校委员会。
时任校长郑修得也表示，他称赞村民齐心发展仁小，秉持「再穷也不能穷教育」的精神，热心捐献，为仁小建造完善的校舍,并呼 吁热心人士继续协助仁小筹款，以便早日完成建校计划。他也提及，凡是捐献3万令吉及以上者，该会将给予特别奖励。
仁小第三期建校工程,包括建设4层楼大厦综合大楼、一座可容纳1500人的大礼堂、讲堂(可容纳 400人)、阁楼、食堂、3所多元体育室、现代化国际标准羽球场、器械操运动室、音乐中心、视听室、辅导室及科学室等，设备现代化。
2019年，仁小共有1765位在校生。
2020年，仁小的3校生患上新冠病毒，董事长立即通报教育部，并停课7天。这一消息被传出后，许多家长都不愿意为孩子带去学校上课，各个班级上也很少同学去学校上课，最少有1或2位同学。关闭结束后，照常开课。
2021年，仁小共有1331位在校生。
2021年11月23日，仁小建立了以海底世界的主题阅读角落，于2021年11月23日早上9时邀请刘永山州议员进行了开幕仪式。校方设立了是为了让学校的阅读氛围能够再提升，校生也能在浩瀚的知识海洋中遨游及探索。
2022年的上半年，仁小一共有1591位和75位在校生。唯一严重缺乏教师，从以前90位跌至81位。2022年11月，仁小添增一位曾来自北京大学的马来教师。

## 传统与文化

### 校训
仁嘉隆华小的校训与吉隆坡尊孔独立中学相同，校训为：
| 中文 | 马来文        |
| ---- | ------------- |
|      | KERAJINAN     |
|      | KESEDERHANAAN |
|      | KEBERANIAN    |
|      | KETEGASAN     |

### 校训规则
仁小校训规则共有10项。分别是：
1. 勤勉学习，力求向上
2. 尊敬师长，服从指示
3. 遵守法律，培养德行
4. 维护校誉，为校争光
5. 爱护公物，注重卫生
6. 爱护同学，不分种族
7. 认真负责，遵守信用
8. 锻炼体魄，争取荣耀
9. 谈吐文雅，穿正整洁
10. 诚恳待人，服务社会

### 原景、使命
仁嘉隆华小的原景为：素质教育，成人成才，国家和谐。

使命为：永续素质教育，激发个人潜质，体现国家宏愿。

### 校徽、校旗

仁嘉隆华小校徽

仁嘉隆华小校徽由四种颜色来填色，分别是镉红色、黄金色、中蓝色 (中等波斯蓝)和纯白色。
由于校方至今暂无解释校徽与颜色，但乃相信红色和火把代表勇气，黄色代表勤劳

### 校歌
仁嘉隆华小校歌固定在每周一的周会升旗仪式奏唱国歌州歌，周会完毕后才让全校集体唱校歌。同时在重大典礼活动、退休典礼或集会之时亦奏唱校歌。

## 成就
- 2022年
  - 瓜拉冷岳县华小诗歌朗诵比赛冠军。[12]
  - 瓜拉冷岳县各源流小学学联羽毛球赛男子与女子团体总冠军。[13]
  - 瓜拉冷岳县学联西洋棋比赛全场总冠军，创新下五连记录。[14]
  - 雪兰莪华小英语讲故事比赛（州级赛）特优奖和优秀奖。[15]
  - 瓜拉冷岳县华小英语讲故事比赛冠军和亚军。[15]
- 2023年
  - 瓜拉冷岳县迷你奥林匹克田径赛
5金 1银 4铜[16]
  - 全国华小学生现场华文作文比赛—雪兰莪州特优奖和佳作奖。[17]
  - 瓜拉冷岳县华小诗歌朗诵比赛低年级及高年级组冠亚军

## 署名校友及人物

### 人物
- 慕尤丁，于2011年为行政楼开幕者。
- 陈春水，于2011年为行政楼州议员开幕者。

## 历任校长
| 1.  | 首任校长 | 洪西风校长 | 1952 - 1954       | 逝世          |
| 2.  | 前任校长 | 吴坚基校长 | 1955 - 1957       | 逝世          |
| 3.  | 代理校长 | 陈英豪校长 | 1958 - ?          | 逝世          |
| 4.  | 前任校长 | 黄天星校长 | 1959 - 11/1977    | 逝世          |
| 5.  | 代理校长 | 洪月娥校长 | 11/1977 - 02/1978 | 未知          |
| 6.  | 代理校长 | 林广廉校长 | 03/1978 - 10/1978 | 未知          |
| 7.  | 前任校长 | 陈宗良校长 | 10/1978 - 06/1993 | Template:逝世 |
| 8.  | 代理校长 | 杨连发校长 | 10/1978 - 06/1993 | 未知          |
| 9.  | 前任校长 | 黄连杰校长 | 11/1993 - 08/1998 | 未知          |
| 10. | 前任校长 | 周进文校长 | 09/1998 - 06/2005 | Template:逝世 |
| 11. | 前任校长 | 郑修得校长 | 07/2005 - 03/2018 | 活跃          |
| 12. | 前任校长 | 蔡荣金校长 | 04/2018 - 11/2019 | 活跃          |
| 13. | 前任校长 | 黄翠琴校长 | 12/2019 - 12/2022 | 活跃          |
| 14. | 现任校长 | 江伝珍校长 | 12/2022 - 至今    | 活跃          |

## 姐妹校
- 雪蘭莪瓜拉冷岳仁嘉隆国中（SMK Jenjarom）